# Sapling Cup 2016/17
Der Sapling Cup 2016/17 war die zweite Austragung eines Fußballwettbewerbs in Hongkong. Das Turnier war aus Sponsorengründen auch als Henderson Sapling Cup bekannt. Teilnehmer waren die neun Mannschaften der ersten Liga, der Hong Kong Premier League. Jede Mannschaft muss während eines Spiels mindestens zwei Spieler aufstellen, die am oder nach dem 1. Januar 1995 geboren wurden. Es dürfen maximal sechs ausländische Spieler, wobei nicht mehr als vier ausländische Spieler gleichzeitig auf dem Spielfeld sein durften, aufgestellt sein. Das Turnier begann am 23. November 2016 und endete mit dem Finale am 3. Mai 2017. Titelverteidiger war Hong Kong Pegasus FC.

## Termine
| Runde         | Datum                                               |
| ------------- | --------------------------------------------------- |
| 1. Runde      | 23. November 2016 30. November 2016 18. Januar 2017 |
| Viertelfinale | 11. Februar 2017 12. Februar 2017                   |
| Halbfinale    | 10. März 2017 11. März 2017                         |
| Finale        | 3. Mai 2017                                         |

## 1. Runde
| Datum             |              | Ergebnis |                      |
| ----------------- | ------------ | -------- | -------------------- |
| 23. November 2016 | Hongkong FC  | 0:2      | Southern District FC |
| 30. November 2016 | Yuen Long FC | 1:3      | Biu Chun Glory Sky   |
| 18. Januar 2017   | Tai Po FC    | 1:0      | Kitchee SC           |

## Viertelfinale
| Datum            |                      | Ergebnis              |                      |
| ---------------- | -------------------- | --------------------- | -------------------- |
| 11. Februar 2017 | South China AA       | 1:4                   | Tai Po FC            |
| 11. Februar 2017 | Hong Kong Rangers FC | 2:4                   | Southern District FC |
| 12. Februar 2017 | Eastern AA           | 7:1                   | R&F                  |
| 12. Februar 2017 | Hong Kong Pegasus FC | 0:0 n. V. (4:3 i. E.) | Biu Chun Glory Sky   |

## Halbfinale
| Datum         |                      | Ergebnis |            |
| ------------- | -------------------- | -------- | ---------- |
| 10. März 2017 | Hong Kong Pegasus FC | 2:1      | Eastern AA |
| 11. März 2017 | Southern District FC | 0:3      | Tai Po FC  |

## Finale
| Datum       |           | Ergebnis  |                      |
| ----------- | --------- | --------- | -------------------- |
| 3. Mai 2017 | Tai Po FC | 2:1 n. V. | Hong Kong Pegasus FC |